# Tarmkäx
Tarmkäxet (uttalas -kɛks eller -çɛks, latin: mesenterium) är en hinna i buken som både tjocktarmen och tunntarmen fäster i. Tarmkäxet innehåller blodkärl, lymfkärl och nerver.